# Polínia (glaciologia)

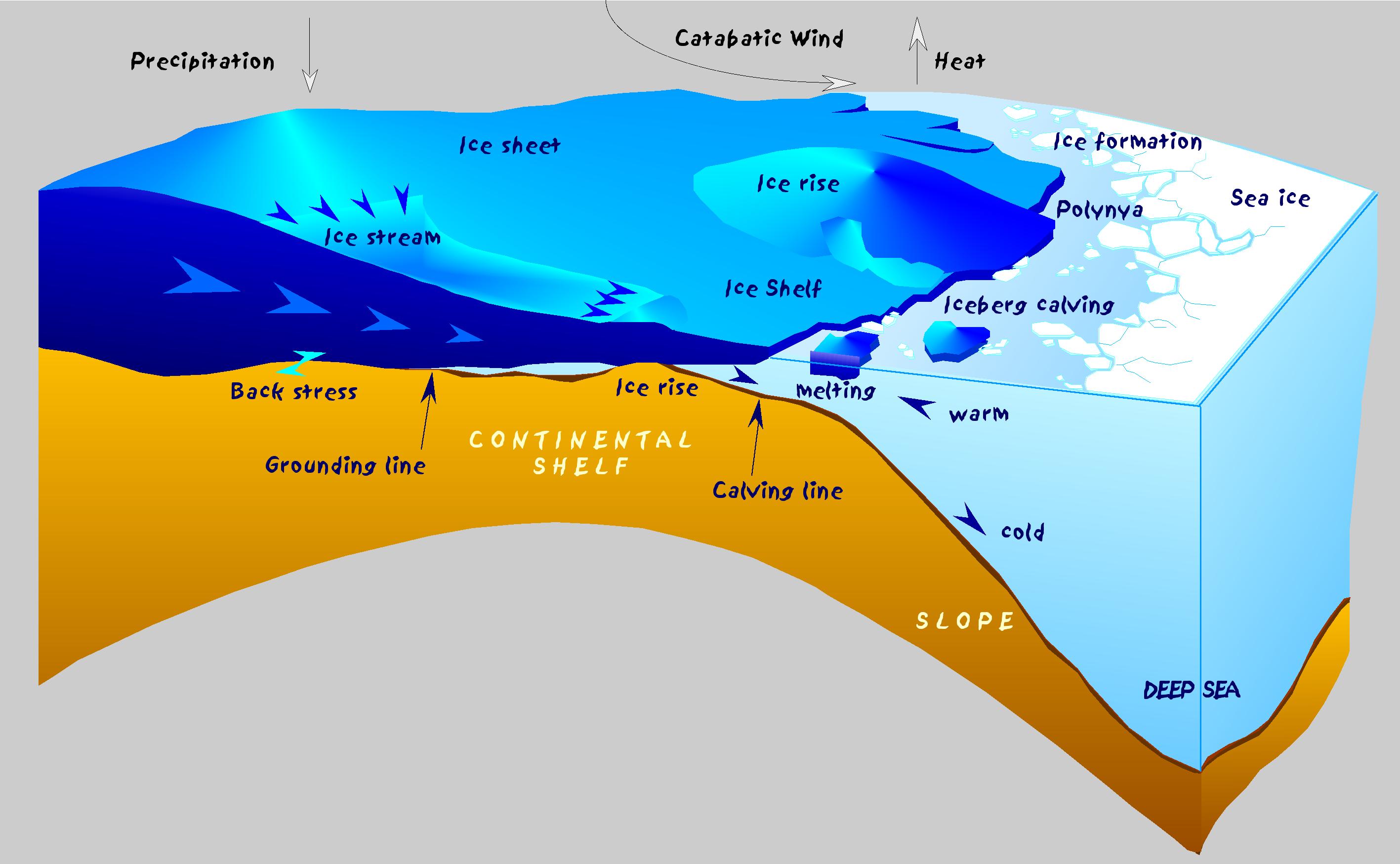
Diagrama dos processos glaciares. As polínias costeiras na Antártida produzem-se pela acção dos ventos catabáticos.

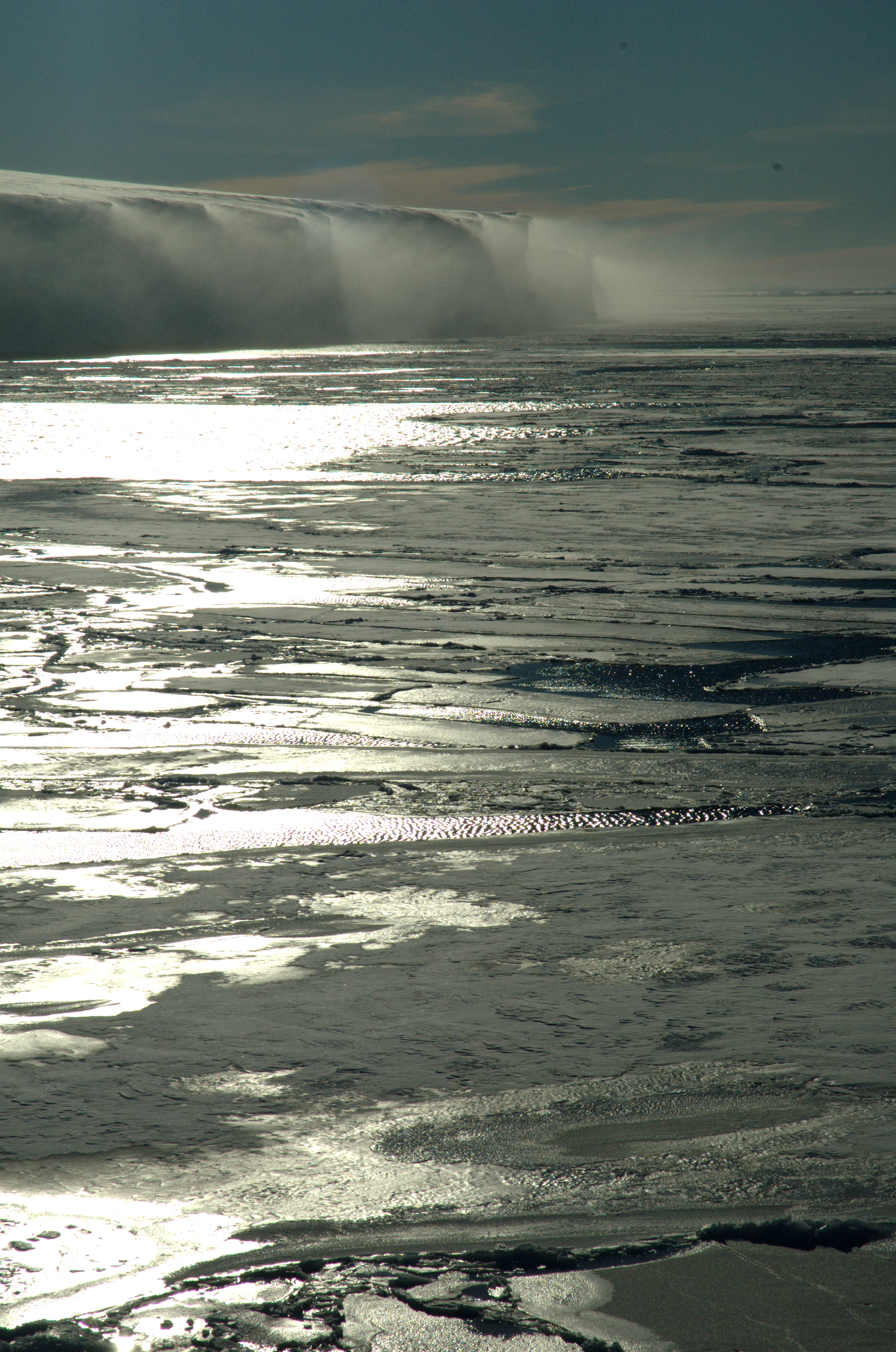
O vento catabático sobre uma plataforma de gelo.

Polínia é qualquer área de águas abertas no meio da banquisa ou do gelo fixo, e que não tenha forma linear, ou seja, água do mar que faz uma espécie de "rio" raso ou 
relativamente fundo no gelo.